# Prélude en sol mineur de Rachmaninov

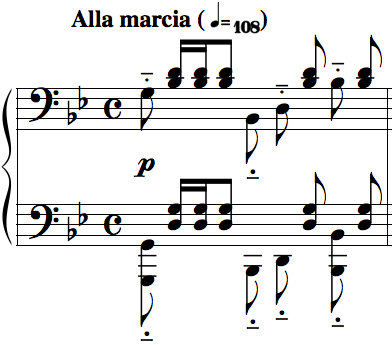
Thème initial du prélude.

Composé en 1901 par Sergueï Vassiliévitch Rachmaninov, le prélude op. 23 no 5 en sol mineur (deux bémols à la clef) est l'un des plus connus de Rachmaninov[réf. nécessaire]. Il fait partie du recueil de préludes op. 23, bien que ceux-ci aient été créés deux ans plus tard. Il incarne bien le patriotisme russe du compositeur avec cette mélodie jouée avec tension en octaves et ce lyrisme présent dans la deuxième partie. Ce prélude doit être joué alla marcia, ce qui équivaut à un tempo relativement rapide car le morceau a pour indication métronomique « 108 à la noire ».

## Structure
Ce prélude se décompose en trois parties : A-B-A' : 
Partie A : Mélodie tendue composée de croches jouées sur deux, voire trois, octaves, le tout ponctué d'accords de doubles croches très secs.
Partie B : Grands arpèges ascendants et descendants à la main gauche et mélodie polyphonique très expressive à la main droite. Toute cette partie doit être jouée pp et un peu moins vite. On retrouve cependant de temps à autre des fragments du thème A en dessous de la mélodie.

Partie A' : Reprise du premier thème pp puis de plus en plus fort pour revenir à la même atmosphère qu'au début. Le prélude se termine dans la nuance piano par un arpège de sol mineur et une petite octave de sol.

## Exécution du prélude et grands interprètes
La musique de Rachmaninov est célèbre pour sa grande maîtrise technique requise. Ce prélude ne fait pas exception : le premier thème nécessite beaucoup de grands déplacements à la main gauche. Le deuxième, quant à lui, peut quasiment être considéré comme une étude, vu les incessants arpèges à la main gauche et la mélodie polyphonique à la main droite.
Sviatoslav Richter et Emil Gilels restent les interprètes majeurs de la musique pianistique de Rachmaninov et donc de ce prélude.

### Muse et Rachmaninov
Dans le solo de piano du tube Butterflies and hurricanes du groupe de rock Muse, on retrouve les fameux arpèges de la deuxième partie du prélude joués au piano par Matthew Bellamy. Leur morceau Assassin est également basé sur ce prélude[réf. souhaitée].